# George Formby, Jr.
George Formby, Jr. (26 de mayo de 1904 – 6 de marzo de 1961) fue un cantante y comediante británico, famoso por tocar el banjo ukulele o banjolele e interpretar canciones cómicas, y que llegó a convertirse en una estrella teatral y cinematográfica.

## Carrera
Su verdadero nombre era George Hoy Booth, y nació en Wigan, Inglaterra, en el seno de una familia de siete hijos (cuatro chicas y tres muchachos), de los cuales él era el mayor. Su padre, James Booth, usaba el nombre artístico de George Formby, adoptado por la ciudad de Formby, en Lancashire, y fue uno de los grandes artistas del music hall de su época. Booth trasladó a la familia a Hindley, cerca de Wigan, pues no quería le vieran actuar. Allí Formby Jr. empezó a correr como jockey, llegando a participar en carreras como profesional. Posteriormente la familia se mudó a Stockton Heath, en la ciudad de Warrington, siendo allí donde George Formby Jr. Inició su carrera en el mundo del espectáculo.
Al fallecer su padre en 1921, Formby abandonó su carrera hípica para iniciarse en el music hall utilizando el material de su padre. Originalmente se hizo llamar George Hoy, en recuerdo a su abuelo materno. En 1924 se casó con la bailarina Beryl Ingham, que dirigió su carrera (y también, su vida personal hasta límites intolerables —según biografías de referencia) hasta fallecer ella en 1960.
Formby se ganó el cariño del público con su humor de Lancashire y su apariencia informal del norte de Inglaterra. Tanto en el cine como en el teatro adoptaba generalmente personajes honestos aunque con tendencia a provocar problemas de manera no intencionada.
Lo que le distinguió, sin embargo, fue su estilo musical único. Cantaba canciones cómicas con dobles sentidos, acompañándose él mismo con el ukelele, para el cual desarrolló un estilo sincopado muy personal. Su canción más conocida, 'Leaning on a Lamp Post', fue escrita por Noel Gay. Grabó otras dos canciones de Noel Gay, 'The Left-Hand Side of Egypt' y 'Who Are You A-Shoving Of?'. Más de doscientas canciones de las que interpretó, muchas de las cuales se grabaron, fueron escritas por Fred Cliff y Harry Gifford, en colaboración o por separado, y Formby se incluyó en los créditos de algunas de ella, como por ejemplo 'When I'm Cleaning Windows'. Algunas de las canciones fueron consideradas demasiado groseras para ser retransmitidas, y en 1937 "With my little stick of Blackpool Rock" fue prohibida por la BBC a causa de su letra. Las letras de las canciones eran maliciosas, pero el porte inocente y alegre de Formby, así como su acento de Lancashire y su voz nasal, neutralizaban su efecto.
George Formby empezó a grabar para Gramophone en 1926, y sus primeros éxitos llegaron en 1932 con la Banda de Jack Hylton. Su primer film sonoro fue Boots! Boots! en 1934 (Formby había actuado en un único film mudo, en 1915). La película tuvo éxito, por lo que firmó un contrato para hacer otras 11 con los Estudios Ealing, ganando la entonces astronómica cifra de 100.000 £ anuales. Entre 1934 y 1945 Formby fue el principal comediante del cine británico, y en la cima de su popularidad (1939, cuando era la primera estrella británica en todos los géneros), su film Let George Do It fue exportado a los Estados Unidos. Esta película fue la más popular y, probablemente, la mejor de las suyas. Aunque sus producciones siempre funcionaron bien en el Reino Unido y en Canadá, nunca llegaron a calar en Estados Unidos. Columbia Pictures le contrató por 500.000 £ para protagonizar una serie, pero los filmes no se distribuyeron en Estados Unidos.
Formby actuó en la Royal Variety Performance de 1937, y entretuvo a las tropas con la Entertainments National Service Association (ENSA) en Europa y África del Norte durante la Segunda Guerra Mundial.
Fue nombrado oficial de la Orden del Imperio Británico en 1946. Formby sufrió su primer infarto agudo de miocardio en 1952, y su esposa Beryl falleció a causa de una leucemia el 24 de diciembre de 1960. Planeaba casarse con Pat Howson, una maestra de 36 años de edad, en la primavera de 1961, pero sufrió un segundo infarto y falleció en un centro hospitalario el 6 de marzo de 1961. Su funeral se celebró en la Iglesia de St. Charles en el suburbio de Aigburth en Liverpool, siendo enterrado en el cementerio Warrington Cemetery.

## Canciones seleccionadas
- "Auntie Maggie's Remedy" (1941)
- "Bless 'Em All" (1941)
- "Chinese Laundry Blues" (1932)
- "Count Your Blessings And Smile" (1940)
- "Hi Tiddly Hi Ti Island" (1937)
- "Imagine Me on the Maginot Line" (1939)
- "The Isle of Man" (1932)
- "It's Turned Out Nice Again" (1939)
- "Kiss Me Goodnight, Sergeant Major"
- "The Lancashire Toreador" (1937)
- "Leaning on a Lamppost" (1937)
- "Mother, What'll I do Now?" (1938)
- "Mr Wu's a Window Cleaner Now" (1939)
- "Mr Wu's is Now an Air Raid Warden" (1942)
- "My Grandad's Flannelette Night Shirt" (1939)
- "Our Sergeant Major" (1938)
- "Tan Tan Tivvy Tally-Ho!" (1938)
- "They Can't Fool Me" (1938)
- "The Window Cleaner"/"When I'm Cleaning Windows" (1937/1936)
- "With my Little Ukulele in my Hand" (1933)
- "With my Little Stick of Blackpool Rock" (1937)
- "You Don't Need A Licence For That" (1946)

## Filmografía
- No Fool Like an Old Fool (1915)
- By the Shortest of Heads (1915)
- Boots! Boots! (1934)
- Off the Dole (1935)
- George Formby Cavalcade (1935)
- No Limit (1935)
- Keep Your Seats Please (1936)
- Feather Your Nest (1937)
- Keep Fit (1937)
- Christmas Greetings of 1937 (1937)
- I See Ice (1938)
- Christmas Greetings of 1938 (1938)
- It's in the Air (1938)
- Trouble Brewing (1939)
- Come On George! (1939)
- Let George Do It (1940)
- Spare a Copper (1940)
- Turned Out Nice Again (1941)
- South American George (1941)
- Much Too Shy (1942)
- Get Cracking (1943)
- Bell Bottom George (1943/44)
- He Snoops To Conquer (1945)
- I Didn't Do It! (1945)
- George in Civvy Street (1946)
- Farewell Performance (1960, restaurada en 1994)